# Раїла Одінга
Раїла Амоло Одінга (англ. Raila Amolo Odinga; нар. 7 січня 1945) — кенійський політик, прем'єр-міністр Кенії (2008—2013).

## Життєпис
Народився в родині вчителя, його батько, Огінга Одінга, в подальшому став першим віце-президентом Кенії.
Від 1992 року — член парламенту. У 2001—2002 роках займав пост міністра енергетики, у 2003—2005 роках — міністр доріг, будівництва та громадських робіт.
2007 року був основним опозиційним кандидатом під час президентських виборів, утім перемогу з незначною перевагою здобув чинний президент Мваї Кібакі. Одінга закликав своїх прибічників до акцій громадянської непокори, що переросло в міжетнічні конфлікти і криваву громадянську війну. 2008 року за міжнародного посередництва конфлікт удалось залагодити шляхом створення уряду національної єдності, до складу якого увійшли як прибічники Кібакі, так і Одінги. Перший зберіг за собою пост президента, а Одінга був призначений на знову створену посаду прем'єр-міністра, проти запровадження якої виступав 2005 року.